# Bohrio
El bohrio es un elemento químico de la tabla periódica cuyo símbolo es Bh y su número atómico es 107. Su nombre le fue dado en honor al científico danés Niels Bohr.
Elemento químico que se espera que tenga propiedades químicas semejantes a las del elemento renio. Fue sintetizado e identificado sin ambigüedad en 1981 por un equipo de Darmstadt, Alemania, equipo dirigido por P. Armbruster y G. Müzenberg. La reacción usada para producir el elemento fue propuesta y aplicada en 1976 por un grupo de Dubna (cerca de Moscú), que estaba bajo la guía de Yuri Oganesián. Un blanco de 209Bi fue bombardeado por un haz de proyectiles de 54Cr.
La mejor técnica para identificar un nuevo isótopo es su correlación genética con isótopos conocidos a través de una cadena de desintegración radiactiva. En general, estas cadenas de decaimiento se interrumpen por fisión espontánea. Con el fin de aplicar el análisis de cadena de decaimiento deberían producirse aquellos isótopos que son más estables frente a la fisión espontánea, es decir, isótopos con números impares de protones y neutrones. Para hacer que estas pérdidas por fisión se mantengan pequeñas, debe producirse un núcleo con la mínima energía de excitación posible. En este aspecto, son ventajosas las reacciones en las que se utilizan compañeros de colisión relativamente simétricos y núcleos estrechamente enlazados de capa cerrada como el 209Bi y el 208Pb como blancos, y el 48Ca y el 50Ti como proyectiles.
En el experimento de Darmstadt se encontraron seis cadenas de decaimiento. Todos los decaimientos pueden atribuirse al 262Bh, un núcleo impar producido en una reacción de un neutrón. El isótopo 262Bh decae por decaimiento de partícula alfa, con una vida media de unos 5ms. Ciertos experimentos de Dubna, llevados a cabo en 1983, establecieron la producción de 262Bh en la reacción 209Bi + 54Cr.

## Descubrimiento
Dos grupos reclamaron el descubrimiento del elemento. La evidencia de bohrio fue reportada por primera vez en 1976 por un equipo de investigación soviético dirigido por Yuri Oganessian, en el cual blancos de bismuto-209 y plomo-208 fueron bombardeados con núcleos acelerados de cromo -54 y manganeso-55 respectivamente. Se observaron dos actividades, una con una vida media de uno a dos milisegundos y la otra con una vida media de aproximadamente cinco segundos. Dado que la relación de las intensidades de estas dos actividades fue constante a lo largo del experimento, se propuso que la primera era del isótopo bohrio-261 y que la segunda era de su hija dubnio-257. Más tarde, el isótopo de dubnio se corrigió a dubnio-258, que de hecho tiene una vida media de cinco segundos (el dubnio-257 tiene una vida media de un segundo); sin embargo, la vida media observada para su padre es mucho más corta que las vidas medias observadas más tarde en el descubrimiento definitivo de bohrio en Darmstadt en 1981. El Grupo de Trabajo Transfermium (TWG) de IUPAC/IUPAP llegó a la conclusión que aunque el dubnio-258 probablemente fue observado en este experimento, la evidencia de la producción de su padre bohrio-262 no fue lo suficientemente convincente.
En 1981, un grupo de investigación alemán liderado por Peter Armbruster y Gottfried Münzenberg en el Centro Helmholtz del GSI para Investigación con Iones Pesados (GSI Helmholtzzentrum für Schwerionenforschung) en Darmstadt bombardeó un blanco de bismuto-209 con núcleos acelerados de cromo-54 para producir 5 átomos del isótopo bohrio-262:
Bi209  + Cr54  → Bh262 + n
Este descubrimiento fue corroborado  por sus mediciones detalladas de la cadena de desintegración alfa de los átomos de bohrio producidos a isótopos de fermio y californio ya conocidos. El Grupo de Trabajo Transfermium (TWG) de IUPAC/IUPAP reconoció la colaboración del  GSI como descubridores oficiales en su informe de 1992.

## Propiedades predichas
Se han medido muy pocas propiedades del bohrio o sus compuestos; esto se debe a su producción extremadamente limitada y costosa y al hecho de que el bohrio (y sus padres) se descompone muy rápidamente. Se han medido algunas propiedades singulares relacionadas con la química, pero las propiedades del bohrio metálico siguen siendo desconocidas y solo se dispone de predicciones.

### Propiedades químicas
El bohrio es el quinto miembro de la serie 6d de metales de transición y el miembro más pesado del grupo 7 en la tabla periódica, debajo del manganeso, tecnecio y renio. Todos los miembros del grupo representan fácilmente su estado de oxidación grupal de +7 y el estado se vuelve más estable a medida que el grupo desciende. Por lo tanto, se espera que el bohrio forme un estado +7 estable. El tecnecio también muestra un estado estable +4 mientras que el renio muestra estados estables +4 y +3. Por lo tanto, el bohrio también puede mostrar estos estados más bajos. El estado de oxidación +7 más alto es más probable que exista en los oxianiones, como el perborato, BhO−
4, análogo al más ligero permanganato, pertecnetato y perrenato. Sin embargo, es probable que el bohrio (VII) sea inestable en solución acuosa y probablemente se reduciría fácilmente al bohrio (IV) más estable.
Se sabe que el tecnecio y el renio forman heptóxidos volátiles M2O7 (M = Tc, Re), por lo que el bohrio también debería formar el óxido volátil Bh2O7. El óxido debe disolverse en agua para formar ácido perbórico, HBhO4.
El renio y el tecnecio forman una gama de oxihaluros a partir de la halogenación del óxido. La cloración del óxido forma los oxicloruros MO3Cl, por lo que en esta reacción debería formarse BhO3Cl. La fluoración da como resultado MO3F y MO2F3 para los elementos más pesados además de los compuestos de renio ReOF5 y Ref7. Por lo tanto, la formación de oxifluoruro para el bohrio puede ayudar a indicar las propiedades del eka-renio. Dado que los oxicloruros son asimétricos y deberían tener momentos bipolares cada vez más grandes al descender por el grupo, deberían volverse menos volátiles en el orden TcO3Cl > ReO3Cl > BhO3Cl: esto se confirmó experimentalmente en 2000 midiendo las entalpías de adsorción de estos tres compuestos. Los valores de TcO3Cl y ReO3Cl son −51 kJ/mol y −61 kJ/mol respectivamente; el valor experimental de BhO3Cl es −77,8 kJ/mol, muy cercano al valor teórico esperado de −78,5 kJ/mol.

### Propiedades físicas y atómicas
Se espera que el bohrio sea sólido en condiciones normales y asuma una estructura cristalina hexagonal compacta (c/a =1.62), similar a su congénere más ligero, el renio.  Las primeras predicciones de Fricke estimaron su densidad en 37,1 g/cm3, pero los cálculos más recientes predicen un valor algo más bajo de 26–27 g/cm3.
Se estima que el radio atómico del bohrio sea de alrededor de 128 pm. Debido a la estabilización relativista del orbital 7s y la desestabilización del orbital 6d, se prevé que el ion  Bh+ tenga una configuración electrónica de [Rn] 5f14 6d4 7s2, cediendo un electrón 6d en lugar de un electrón 7s, lo cual es opuesto al comportamiento de sus homólogos más livianos manganeso y tecnecio. Por otra paret el renio, posee una disposición similar a la de su congénere más pesado el bohrio cediendo un electrón 5d entes que un electrón 6s, ya que los efectos relativistas son significativos en el sexto orbital, donde son causales entre otras cosas del color amarillo del oro y el bajo punto de fusión del mercurio. El ion Bh2+ se supone que tendrá una configuación electrónica de [Rn] 5f14 6d3 7s2; en cambio el ion Re2+ se espera que tenga una configuración [Xe] 4f14 5d5, análoga a la del manganeso y el tecnecio. El radio iónico del bohrio hexacoordinado heptavalente se espera sea 58 pm (los manganeso, tecnecio y renio heptavalentes tienen valores de 46, 57, y 53 pm respectivamente). El bohrio pentavalente debe tener un radio atómico más grande que 83 pm.

## Química experimental
En 1995, el primer informe sobre el intento de aislamiento del elemento no tuvo éxito, lo que dio lugar a nuevos estudios teóricos para investigar la mejor manera de investigar el bohrio (utilizando sus homólogos más ligeros, el tecnecio y el renio, a modo de comparación) y eliminar los elementos contaminantes no deseados, como los actínidos trivalentes, los elementos del grupo 5 y el polonio.
En el año 2000 se confirmó que, aunque los efectos relativistas son importantes, el bohrio se comporta como un elemento típico del grupo 7. Un equipo del Paul Scherrer Institute (PSI) llevó a cabo una reacción química usando seis átomos de 267Bh producidos en la reacción entre 249Bk y 22 Iones Ne. Los átomos resultantes se termalizaron y reaccionaron con una mezcla de HCl/O2 para formar un oxicloruro volátil. La reacción también produjo isótopos de sus homólogos más ligeros, tecnecio (como 108Tc) y renio (como 169Re). Se midieron las curvas de adsorción isotérmica y dieron una fuerte evidencia de la formación de un oxicloruro volátil con propiedades similares a las del oxicloruro de renio. Esto colocó al bohrio como un miembro típico del grupo 7. Las entalpías de adsorción de los oxicloruros de tecnecio, renio y bohrio se midieron en este experimento, coincidiendo muy bien con las predicciones teóricas e implicando una secuencia de volatilidad de oxicloruro decreciente hacia el grupo 7 de TcO3Cl > ReO3Cl > BhO3Cl.
2 Bh + 3 O
2 + 2 HCl → 2 BhO
3Cl + H
2
Los isótopos pesados de vida más larga del bohrio, producidos como hijos de elementos más pesados, ofrecen ventajas para futuros experimentos radioquímicos. Aunque el isótopo pesado 274Bh requiere un blanco raro y muy radioactivo de berkelio para su producción, los isótopos 272Bh, 271Bh, y 270Bh se pueden producir en forma relativamente fácil como hijas de los isótopos moscovio y nihonio.